# Sankt Koriakos syrisk-ortodoxa kyrka, Västerås
Sankt Koriakos syrisk-ortodoxa kyrka är en kyrka i stadsdelen Vallby i Västerås, vilken tillhör S:t Koriakos församling.
I anslutning till kyrkan ligger det Syrianska kulturcentret, i vilket det bland annat finns ett bibliotek. Förutom gudstjänster så erbjuds här andra aktiviteter så som exempelvis dans och läxhjälp.